# Vaksali
Ej att förväxla med Vaksala.

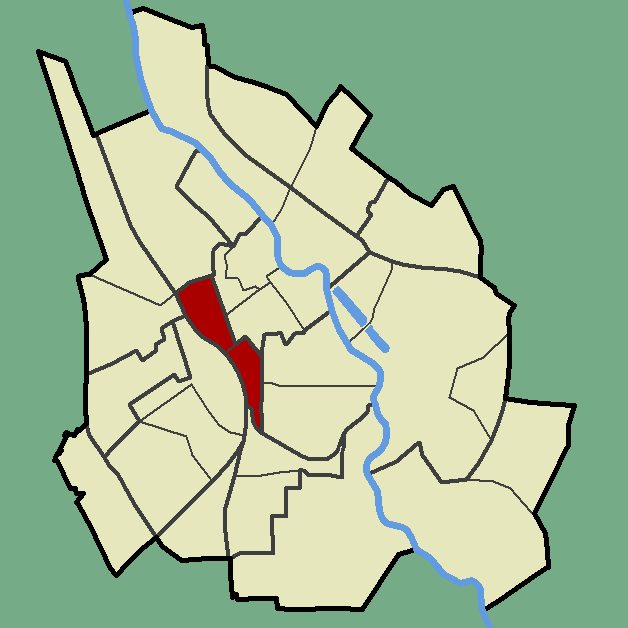
Vaksalis läge i Tartu

Vaksali (estniska för "station", efter ryskans "vokzal" som kommer från den engelska nöjesparken Vauxhall) är en stadsdel i Tartu i Estland. Området hade en folkmängd på  3 206 invånare den 31 december 2011 och en yta på 0.76 kvadratkilometer.